# Brian Ombiji
Brian Ombiji (* 17. August 1982 in Eldoret) ist ein kenianischer Fußballspieler, der bis 2012 bei den Harrisburg City Islanders aus der USL Professional Division spielte.

## Karriere
Brian Ombiji wurde in Eldoret geboren und wanderte im Jahr 2000 in die USA aus. Er besuchte das Lindsey Wilson College und spielte dort in deren Collegemannschaft Lindsey Wilson Blue Raiders. 2004 und 2005 wurde Ombiji als „NAIA First Team All-American“. ausgezeichnet und gewann mit dem Collegeteam 2005 die Meisterschaft der National Association of Intercollegiate Athletics. In den vier Jahren bei den „Blue Raiders“ erzielte er 35 Tore. In den Saisonpausen der Collegesaison spielte er 2004 und 2005 für die Michigan Bucks in der USL PDL und erzielte dabei in 30 Einsätzen fünf Tore.
2007 wechselte er zu den Harrisburg City Islanders in die USL Second Division. Im selben Jahr gewann er mit seinem Team die Playoffs der Second Division, im Finale wurden die Richmond Kickers mit 8:7 nach Elfmeterschießen geschlagen. In den zwei Spielzeiten bestritt er 35 Spiele, in denen er zehn Treffer erzielte, darunter fünf spielentscheidende Tore. Nachdem er im Jahr 2009 eine fußballerische Pause einlegte, kehrte Ombiji 2010 zu den Islanders zurück. Am 7. April 2011 unterschrieb er einen neuen Vertrag in Harrisburg City.